# Аустрија на Европском првенству у атлетици у дворани 2019.
Аустрија је учествовала на 35. Европском првенству у дворани 2019 који се одржао у Глазгову, Шкотска, од 1. до 3. марта. Ово је тридесет четврто Европско првенство у атлетици у дворани од његовог оснивања 1970. године на којем је Аустрија учествовала. Пропустила је само 1977. Репрезентацију Аустрије представљало је 8 спортиста (2 мушкарца и 6 жена), који су се такмичили у 8 дисциплина (4 мушке и 4 женске).
На овом првенству такмичари Аустрије нису освојили ниједну медаљу. У табели успешности према броју и пласману такмичара који су учествовали у финалним такмичењима (првих 8 такмичара) Аустрија је са 2 учесника у финалу делила 26 место са 8 бодова.
| Плас. | Земља    | 1. место | 2. место | 3. место | 4. место | 5. место | 6. место | 7. место | 8. место | Бр. финал. - Бод. |
| ----- | -------- | -------- | -------- | -------- | -------- | -------- | -------- | -------- | -------- | ----------------- |
| =26.  | Аустрија | −        | −        | −        | 1−5      | −        | 1−3      | −        | −        | 2−8               |

## Учесници
| Мушкарци: - Маркус Фукс — 60 м - Андреас Војта — 3.000 м | Жене: - Александра Тот — 60 м - Сусан Вол — 400 м - Нада Пауер — 3.000 м - Стефани Бендрат — 60 м препоне - Ивона Дадић — Петобој - Верена Прајнер — Петобој |  |

## Резултати

### Мушкарци
| Атлетичар     | Дисциплина | Лични рекорд | Квалификације | Квалификације | Полуфинале | Полуфинале | Финале                | Финале       | Детаљи |
| Атлетичар     | Дисциплина | Лични рекорд | Резултат      | Место         | Резултат   | Место      | Резултат              | Место        | Детаљи |
| ------------- | ---------- | ------------ | ------------- | ------------- | ---------- | ---------- | --------------------- | ------------ | ------ |
| Маркус Фукс   | 60 м       | 6,65         | 6,75 КВ       | 2. у гр. 1    | 6,71       | 5. у гр. 2 | Нису се квалификовали | 11 / 44 (45) |        |
| Андреас Војта | 3.000 м    | 7:55,83      | 8:09,72       | 12. у гр. 2   |            |            | Нису се квалификовали | 25 / 33 (34) |        |

### Жене
| Атлетичарка     | Дисциплина   | Лични рекорд | Квалификације | Квалификације | Полуфинале            | Полуфинале            | Финале                | Финале       | Детаљи |
| Атлетичарка     | Дисциплина   | Лични рекорд | Резултат      | Место         | Резултат              | Место                 | Резултат              | Место        | Детаљи |
| --------------- | ------------ | ------------ | ------------- | ------------- | --------------------- | --------------------- | --------------------- | ------------ | ------ |
| Александра Тот  | 60 м         | 7,33         | 7,33 КВ, =ЛР  | 3. у гр. 2    | 7,36                  | 6. у гр. 1            | Није се квалификовала | 34 / 38 (39) |        |
| Сусан Вол       | 400 м        | 53,44        | 54,69         | 5. у гр. 4    | Није се квалификовала | Није се квалификовала | Није се квалификовала | 36 / 37      |        |
| Нада Пауер      | 3.000 м      | 9:01,87      |               |               |                       |                       | 9:06,75               | 12 / 16      |        |
| Стефани Бендрат | 60 м препоне | 8,02         | 8,42          | 6. у гр. 2    | Није се квалификовала | Није се квалификовала | Није се квалификовала | 27 / 28      |        |

#### Петобој
| Дисциплина   | Ивона Дадић | Ивона Дадић | Ивона Дадић | Ивона Дадић | Ивона Дадић | Ивона Дадић |
| Дисциплина   | Лич. рек.   | Резултат    | Бод.        | Плас.       | Укупно      | Плас.       |
| ------------ | ----------- | ----------- | ----------- | ----------- | ----------- | ----------- |
| 60 м препоне | 8,32        | 8,53 ЛРС    | 1.010       | 8.          | 1.010       | 8.          |
| Скок увис    | 1,87        | 1,84 ЛРС    | 1.029       | 3.          | 2.039       | 5.          |
| Бацање кугле | 14,35       | 13,33       | 749         | 8.          | 2.788       | 6.          |
| Скок удаљ    | 6,41        | 6,42 ЛР     | 981         | 2.          | 3.769       | 5.          |
| 800 м        | 2:13,15     | 2:13,15 ЛР  | 933         | 5.          | 4.702       | 4.          |
| Петобој      | 4.767 НР    |             |             |             | 4.702       | 4 / 10 (12) |

| Дисциплина   | Верена Прајнер | Верена Прајнер | Верена Прајнер | Верена Прајнер | Верена Прајнер | Верена Прајнер |
| Дисциплина   | Лич. рек.      | Резултат       | Бод.           | Плас.          | Укупно         | Плас.          |
| ------------ | -------------- | -------------- | -------------- | -------------- | -------------- | -------------- |
| 60 м препоне | 8,44           | 8,38 ЛР        | 1.044          | 6.             | 1.044          | 6.             |
| Скок увис    | 1,74           | 1,75 ЛР        | 916            | 9.             | 1.960          | 10.            |
| Бацање кугле | 14,65          | 14,32          | 815            | 3.             | 2.775          | 8.             |
| Скок удаљ    | 6,06           | 6,15 ЛР        | 896            | 8.             | 3.671          | 6.             |
| 800 м        | 2:09,45        | 2:09,91        | 966            | 2.             | 4.637          | 6.             |
| Петобој      | 4.486          |                |                |                | 4.637 ЛР       | 6 / 10 (12)    |